# Vänsterforward (ishockey)

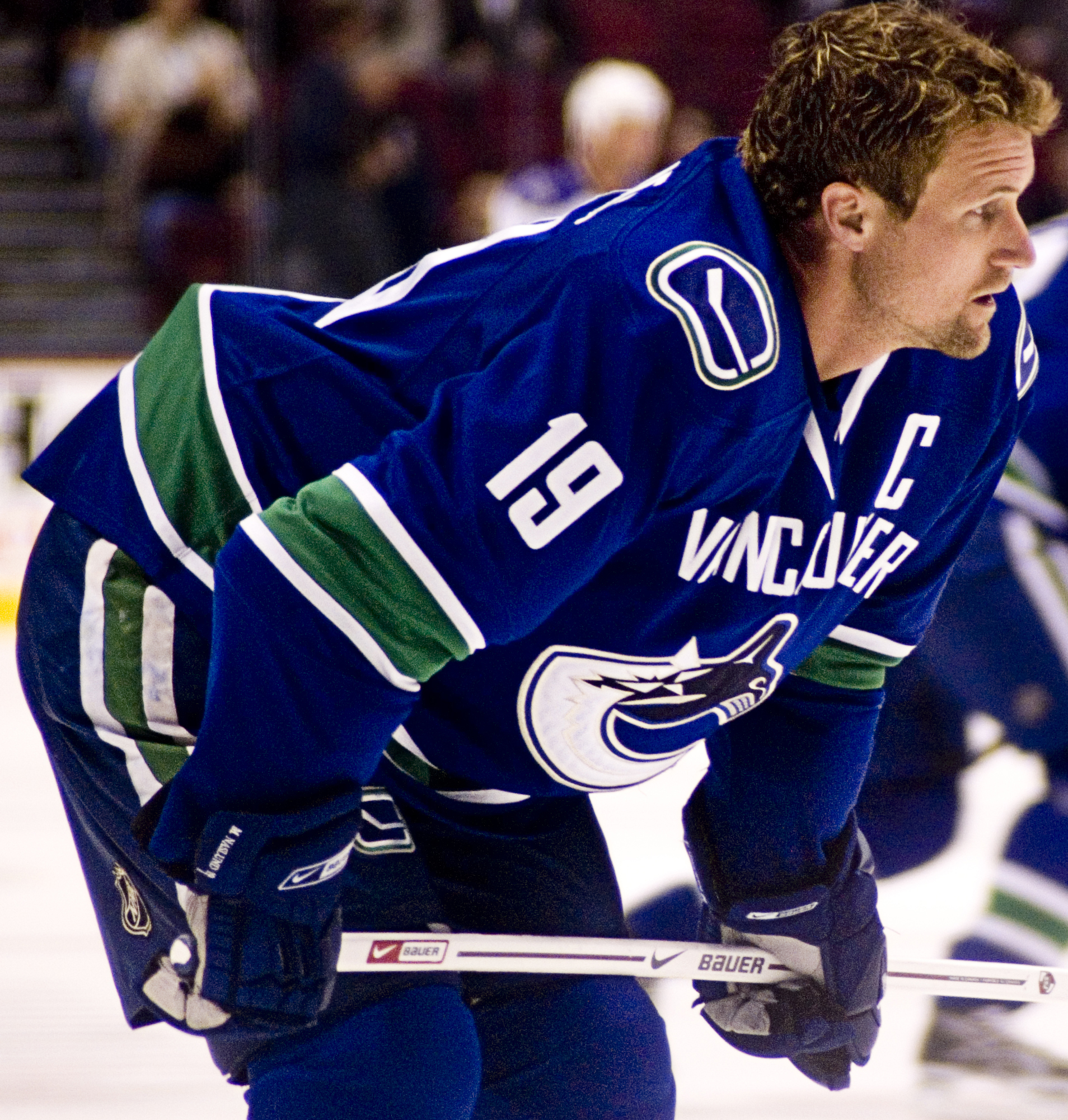
Markus Näslund spelade som vänsterforward.

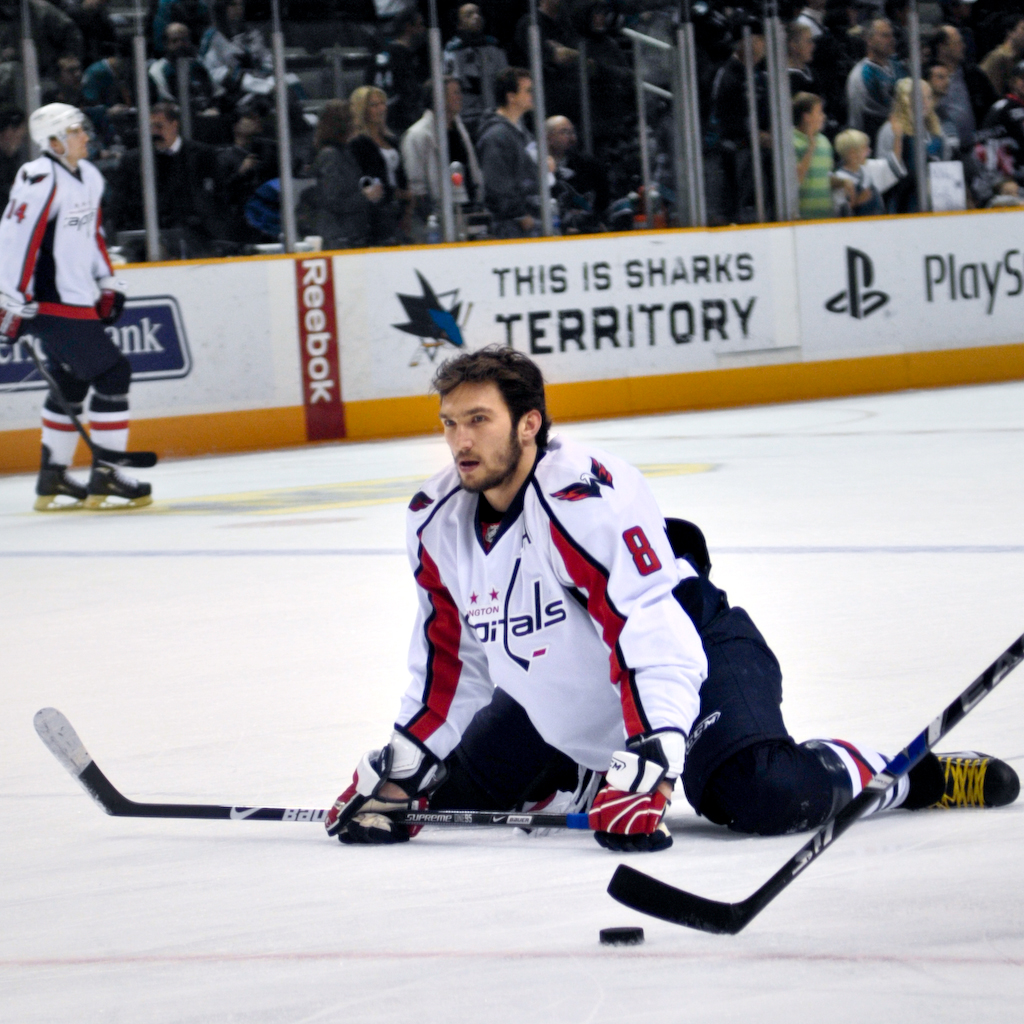
Vänsterforwarden Aleksandr Ovetjkin.

Vänsterforward är en spelarposition inom ishockeyn. Vänsterforwarden är en anfallsspelare med utgångspunkt till vänster om centerforwarden i anfallsriktningen. På motsatt sida om centerforwarden håller högerforwarden till.

## Spelstil
Vänsterforwarden är en anfallsspelare som i huvudsak har till uppdrag att verka på och täcka upp den vänstra sidan av isen i anfallsriktningen. Vänsterforwarden är ofta en offensiv spelare som är duktig på att göra mål och avsluta anfall uppbyggda av centerforwarden, även om vänsterforwarden själv lika väl kan vara en kompetent spelfördelare och ligga bakom uppbyggnaden av spelet.
Vänsterforwarden kan även vara en skicklig defensiv spelare. Två spelare på positionen, Bob Gainey och Craig Ramsay, har vunnit Frank J. Selke Trophy som varje år sedan säsongen 1977–78 tilldelas NHL:s bäste defensive forward.

### Spelare
Berömda spelare som spelat på positionen är bland annat Aurèle Joliat, Bobby Hull, Ted Lindsay, Toe Blake, Frank Mahovlich, Johnny Bucyk, Michel Goulet, Luc Robitaille, Aleksandr Ovetjkin och Markus Näslund.